# Puszczykowo
Puszczykowo este un oraș în Polonia.